# In-Fisherman Bass Hunter 64
In-Fisherman Bass Hunter 64 lub Bass Hunter 64 – gra komputerowa autorstwa Gear Head Studios wydana na konsolę Nintendo 64 30 lipca 1999 roku przez Take-Two Interactive.

## Rozgrywka
In-Fisherman Bass Hunter 64 symuluje łowienie ryb. W grze zawarto trzy tryby gry: łowienie ryb dla zabawy, mistrzostwa i zwyczajny turniej. Pierwszy tryb pozwala wybrać jezioro i ryby w wolnym czasie. Drugi tryb dodaje element konkurencji. Gracz może wybrać jeden z dwóch znaków, uczestniczyć w konkursach, gdzie trzeba złapać pewne ryby w określonym czasie. Gracz rozpoczyna rozgrywkę mając do dyspozycji proste narzędzia, gdy znajdzie się w top 3 może otrzymać punkty dzięki którym będzie mógł kupić nowsze narzędzia (przynęta wędki, łódź).